# Macruronidae
Macruronidae är en grupp i ordningen torskartade fiskar med omstridd taxonomi. Enligt studier från 2002 och 2010 är gruppen en familj. Enligt andra källor ingår de tillhörande tre släkten i familjen kummelfiskar (Merlucciidae), ibland som en underfamilj (Macruroninae). Nationalencyklopedin använder det svenska trivialnamnet "sydkummelfiskar" för djurgruppen men enligt de ovan nämnda studierna ingår arten sydkummel (Merluccius australis) inte i Macruronidae.
Oftast listas följande släkten i djurgruppen:
- Lyconodes, en art
- Lyconus, två arter
- Macruronus, minst två arter